# Alessandro Busi
Alessandro Busi (Bolonya, Itàlia, 1833-1895) fou un compositor italià.
Era fill del també compositor Giuseppe Busi (1808-1871). Fou un hàbil contrapuntista, i succeí al seu pare en la càtedra del conservatori de Bolonya.
Escrigué música religiosa i simfònica, destacant entre les seves obres una Elegia fúnebre, que dedicà a la mort de Gioacchino Rossini.